# Campo Magro
Campo Magro è un comune del Brasile nello Stato del Paraná, parte della mesoregione Metropolitana de Curitiba e della microregione di Curitiba.
Il comune venne fondato l'11 dicembre 1955 e si trova a 10 km dalla capitale dello Stato Curitiba.